# ディエン高原

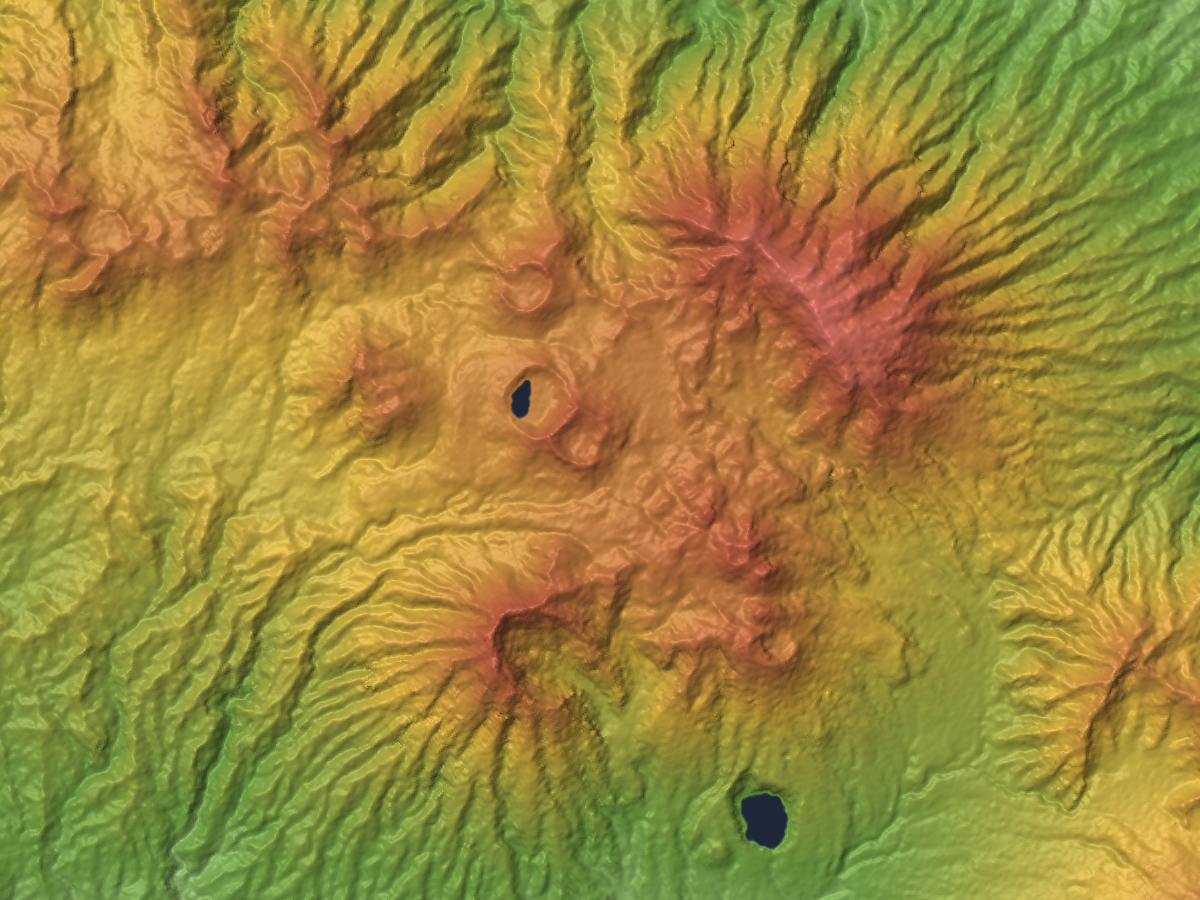
ディエン高原およびディエン火山群の地形図

ディエン高原（ディエンこうげん、インドネシア語: Dieng）は、インドネシアジャワ島の中部ジャワ州にあるカルデラ火山により形成された高原である。ヒンドゥー教の遺跡もある。ジョグジャカルタからボロブドゥール遺跡経由で、車で3-4時間の距離にある。

## ディエン火山群
ディエン火山群（ディエンかざんぐん、英: Dieng Volcanic Complex）は、ディエン高原とその周辺にある火山の総称である。
1979年2月20日の小規模な活動では、シニラ火口（Kawah Sinila）からの火山ガス（二酸化炭素）により149人が死亡した。
2017年7月2日、シレリ火口（Kawah Sileri）の湖（地図）で水蒸気爆発が発生し熱泥が飛散。周囲にいた17人の観光客が熱泥を浴びて、このうち4人がヤケドを負った。

ディエン高原の風景
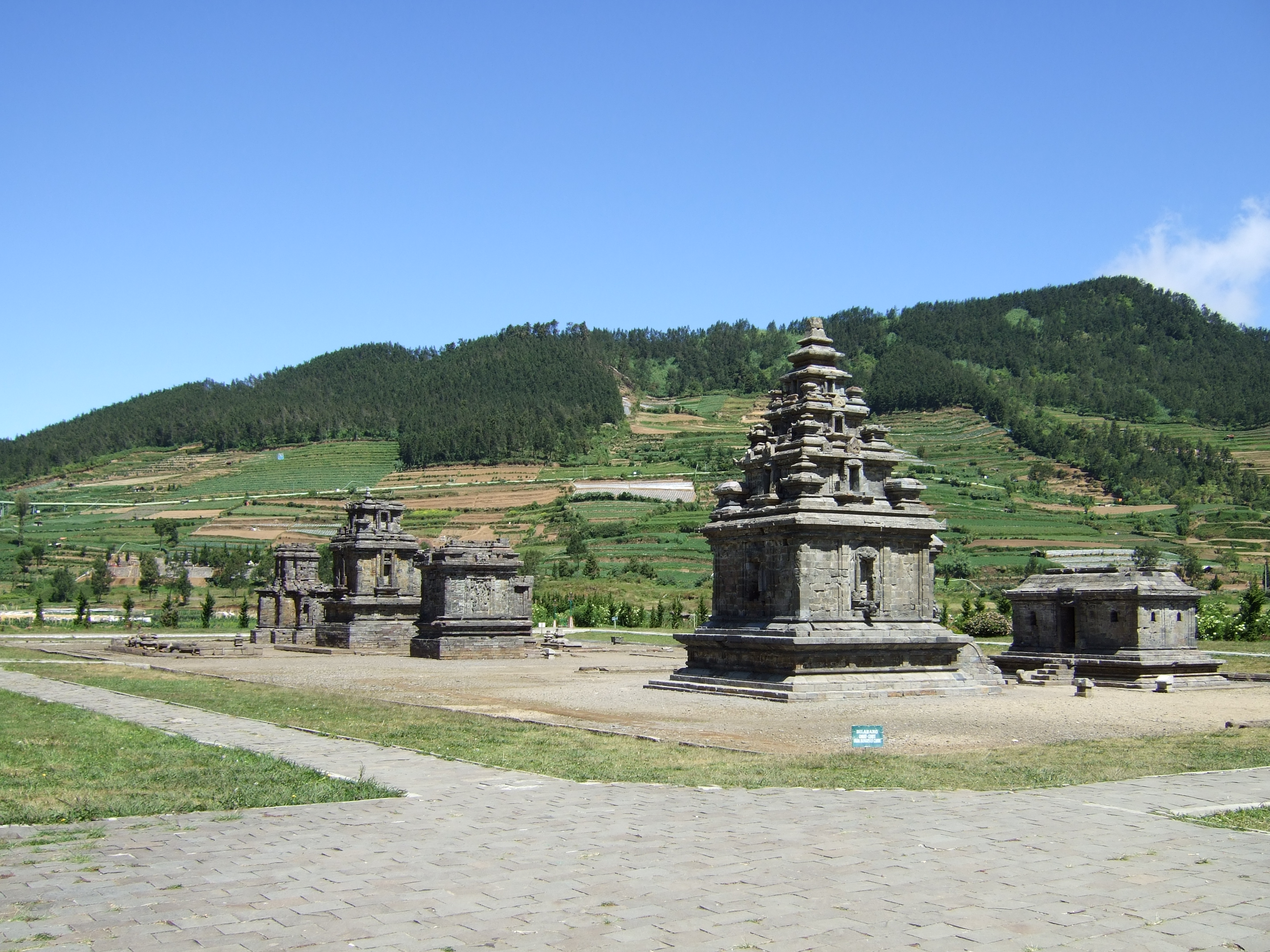
アルジュナ寺院群
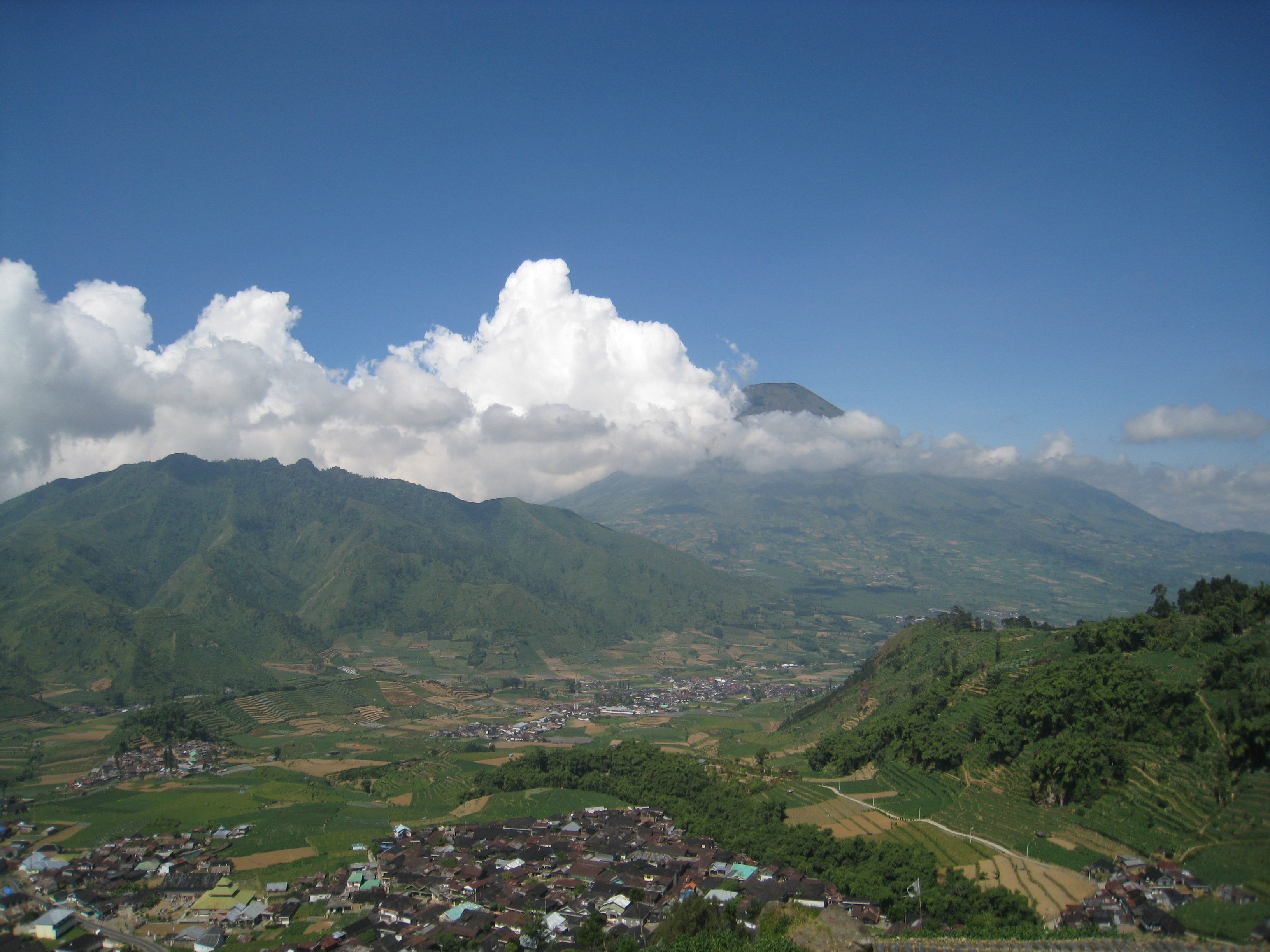
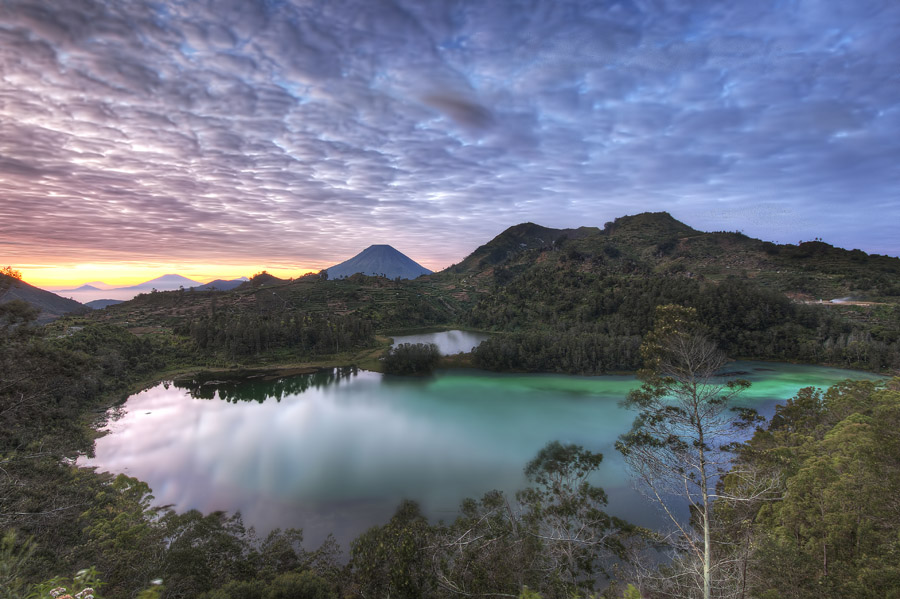
Telaga Warna